# Federico Zeri
Federico Zeri, italijanski umetnostni zgodovinar, * 21. avgust 1921, † 5. oktober 1998.

## Odlikovanja in nagrade
Leta 1994 je prejel častni znak svobode Republike Slovenije z naslednjo utemeljitvijo: »za zasluge in prispevek pri mednarodnem uveljavljanju slovenske likovne umetnosti in pri postavitvi nacionalne zbirke umetniških del evropskih mojstrov v Sloveniji«.